# The Skipper's Wooing
The Skipper's Wooing er en britisk stumfilm fra 1922 af Manning Haynes.

## Medvirkende
- Gordon Hopkirk
- Cynthia Murtagh som Annie Getting
- Johnny Butt som Sam
- Thomas Marriott
- Bobbie Rudd
- Jeff Barlow som Mr. Dunn